# Pseudo Interactive
 (octobre 2024).
Si vous disposez d'ouvrages ou d'articles de référence ou si vous connaissez des sites web de qualité traitant du thème abordé ici, merci de compléter l'article en donnant les références utiles à sa vérifiabilité et en les liant à la section « Notes et références ».
Pseudo Interactive est une entreprise canadienne de développement de jeux vidéo basée à Toronto en Ontario. Elle a été fondée en 1995 et a fait faillite en 2008.

## Jeux développés
- 2001 : Cel Damage
- 2006 : Full Auto
- 2006 : Full Auto 2: Battlelines